# Pierre Concialdi
 (avril 2022).
Pierre Concialdi est un économiste français né en 1955, chercheur à l'Institut de recherches économiques et sociales (IRES) et spécialisé dans les questions sociales. Il est un des animateurs du Réseau d’alerte sur les inégalités. 
Militant altermondialiste, il participe également à de nombreuses autres associations militantes, notamment la Fondation Copernic et Attac dont il est membre du conseil scientifique.

## Biographie

### Jeunesse et études
Pierre Concialdi est diplômé d’HEC.

### Parcours professionnel
Il travaille d’abord pour La Poste, où il rejoint la cellule d’études et de planification, juste après sa sortie d’école. Il est rapidement recruté en 1981 par le Centre d’études des revenus et des coûts (CERC) dans lequel il a comme champ de compétences la question des salaires, des coûts de main-d’œuvre et de la protection sociale. Le CERC, créé en 1966 et rénové en 1976 par Raymond Barre, a notamment pour mission d'établir un rapport périodique sur l'état des inégalités de revenus et leur évolution. Il est doté d'un statut qui lui garantit une certaine indépendance, ce qui finit par déranger les gouvernements de droite comme de gauche. Une fois le CERC dissous en 1994 par le gouvernement Édouard Balladur, Pierre Concialdi est affecté à l'Institut de recherches en économie sociale (IRES), codirigé par les principales organisations syndicales et créé dès 1982 par Jean-Pierre Chevènement alors qu'il était ministre de la recherche.
À partir de avril 1995, Pierre Concialdi est chercheur à l’Institut de recherches économiques et sociales (IRES), où il écrit la plupart de ses ouvrages sur les problèmes économiques et sociaux. Il se définit volontiers lui-même comme « un économiste empirique qui aime partir des faits et du vécu des gens ».

### Engagement militant
Il est membre du Réseau d'alerte sur les inégalités (RAI), où il a notamment utilisé ses connaissances sur les travailleurs pauvres. Il participe notamment à la création et l'animation de son indicateur synthétique des inégalités en France, le BIP 40 (contraction de l'inverse du sigle PIB et du CAC 40). Cet indicateur de pauvreté se base sur une soixantaine de séries statistiques, provenant de l'Insee, des ministères des finances, du travail, de l'éducation, etc.,
Il participe au collectif ACDC (les Autres Chiffres du Chômage,), lequel diffuse régulièrement lors de la dernière campagne présidentielle française des chiffres alternatifs à ceux publiés par l'ANPE et le gouvernement. ACDC est créé en 2006 afin de « dénoncer les manipulations que le gouvernement faisait subir à la statistique sur les demandeurs d'emploi de l'ANPE, pour essayer de faire croire aux citoyens que le chômage baissait ».
Il travaille aussi pour la Fondation Copernic et au sein de l’association Cerc-Association. Il est enfin, à partir de 2001, membre du conseil scientifique de l'association altermondialiste ATTAC.
En 2017, avec un collectif d'universitaires et d'artistes, il cosigne une tribune appelant à voter pour le candidat Jean-Luc Mélenchon à l'élection présidentielle française.

## Publications

### Ouvrages
- (2007) Non à la précarité !, Édition Mango, 269 p.  (ISBN 2-9143-53723)
- (2005) Retraites : on vous ment !, Édition Mango, 143 p.  (ISBN 2-9143-5360X)
- (1989) avec Yves Chassard, Les Revenus en France, La Découverte, 127 p.  (ISBN 2-7071-17870)

### Contributions à des revues spécialisées
- (2004) « L'impact des cotisations sociales en question », Problèmes économiques, n° 2859, pp. 46-48 ; source : Informations sociales, n° ę117
- (2003) « Les politiques anti-pauvreté ont-elles réussi ? », Problèmes économiques, pp. 1-6 ; source : Sociétal, n° 39
- (2003) (avec Antoine Math) « Réforme des retraites et ressources des personnes âgées : quelques enseignements des expériences étrangères », La Revue de l'IRES, n° 41, pp. 3-40
- (2002) « Les seuils de pauvreté monétaire : usages et mesures », La Revue de l'IRES, n° 38, pp. 109-136
- (2001) « Fonds de pension du secteur public : les prémices d'une coopération syndicale internationale ? », Chronique internationale de l'IRES, n° 69, pp. 27-34
- (2001) (avec Sophie Ponthieux) « Bas salaires : dans les pays riches aussi », in "Dossier pauvreté : cette France qui reste à quai", Questions économiques et sociales, n° 89, pp.12-13
- (2000) « Un plein-emploi au rabais ? », L'économie politique, n° 8, pp.45-53
- (2000) « Les travailleurs pauvres », in N° spécial : "Minima sociaux, revenus d'activité, précarité", Droit social, n° 07/2000, pp. 708 à 712
- (2000) (avec Sophie Ponthieux) « Salariés à "bas salaire" et travailleurs pauvres : une comparaison France - États-Unis », Premières informations et premières synthèses, n° 01, DREES, Paris
- (2000) « Débats et enjeux autour des retraites : un état des lieux », in "Dossier : Fonds de pension et nouveau capitalisme", L'Année de la Régulation, volume 4, La Découverte, pp. 171-207  (ISBN 2-7071-32675)
- (2000) « Comment aider les familles à faibles revenus ? Dispositifs et processus », in "Dossier Budgets précaires", Informations sociales, CNAF, n° 86,.pp. 88-93
- (1999) « Les nouvelles formes d'inégalité salariale », in N° spécial "L'euro et les débats nationaux sur les salaires", Chronique internationale de l'IRES, n° 60, pp. 98-107
- (1999) « L'impact de l'euro sur les salaires », in N° spécial "L'euro et les débats nationaux sur les salaires", Chronique internationale de l'IRES, n°60, pp. 5-11
- (1999) « Pour une économie politique de la protection sociale », in numéro spécial : "Assurance, assistance, solidarité", La Revue de l'IRES, pp. 177-218
- (1998) « Marchés du travail et travailleurs faiblement qualifiés », Chronique internationale de l'IRES, n° 55, pp. 29-35
- (1998) « Faut-il attendre la fin du chômage pour relever les minima sociaux ? », Droit social, pp. 261-272
- (1998) (avec Isabelle Amrouni et Antoine Math) « Les minima sociaux : 25 ans de transformations », Problèmes économiques, pp. 29-32 ; source : la Note de CERC-Association
- (1997) (avec Sophie Ponthieux) « Les bas salaires : quels changements depuis 15 ans ? », Problèmes économiques, n° 2555, pp. 1-7 ; source : Premières informations et premières synthèses
- (1997) « Le débat sur les retraites : l'alibi de la démographie », La Revue de l'IRES, n° 23, pp. 37-57